# St.-Nikolaus-Straße 4 (Waal)

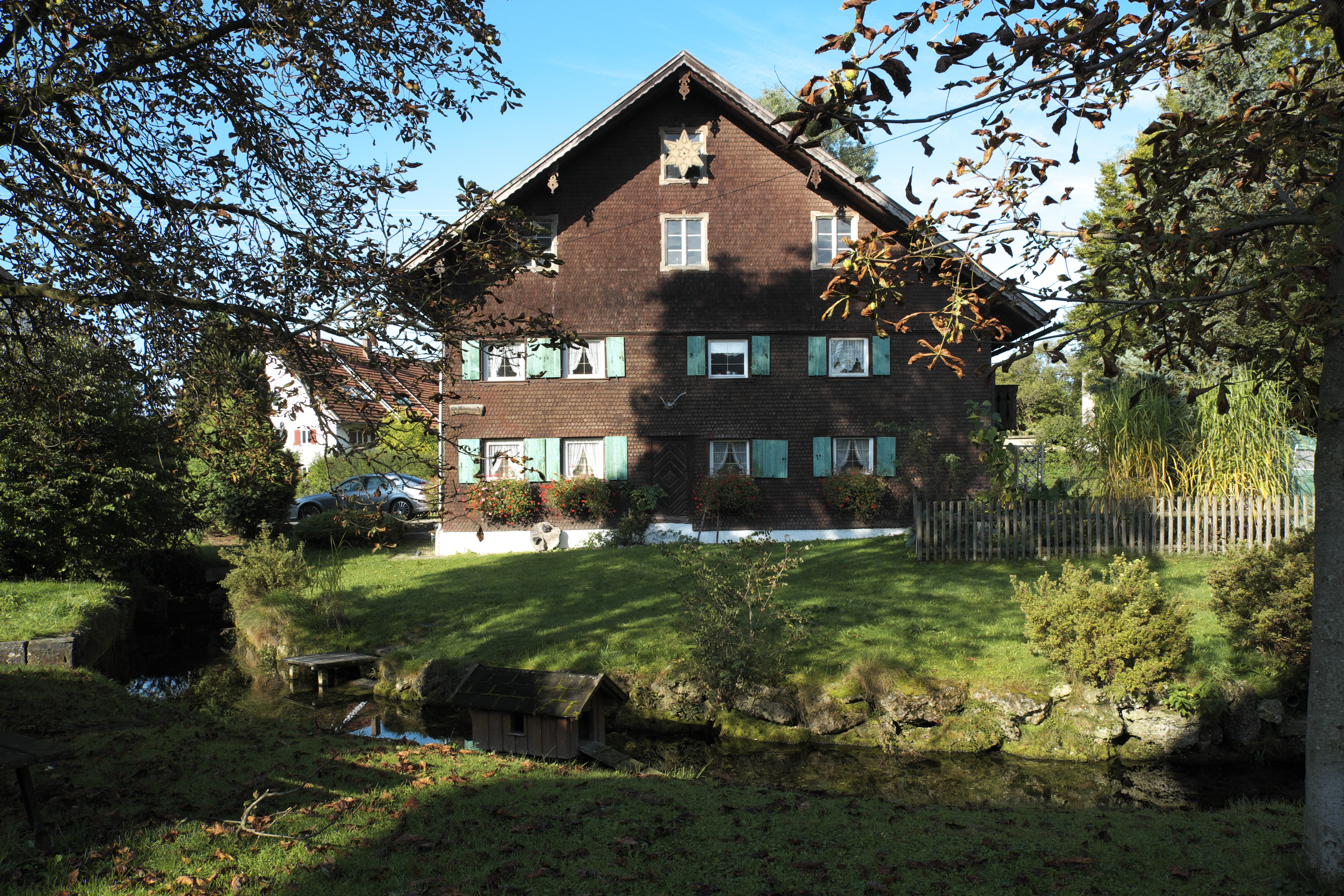
Bauernhaus St.-Nikolaus-Straße 4 in Waal

Das Gebäude St.-Nikolaus-Straße 4 in Waal, einer Marktgemeinde im schwäbischen Landkreis Ostallgäu, wurde im Kern im 17. Jahrhundert errichtet. Das Bauernhaus neben der katholischen Filialkirche St. Nikolaus ist ein geschütztes Baudenkmal.
Der Ständerbohlenbau mit Mittertenne besitzt eine Schuppenschindel-Verkleidung am Wohnteil. Das Dach stammt aus dem 19. Jahrhundert.